# Тихонов Василь Павлович
Тихонов Василь Павлович (19 листопада 1960) — радянський академічний веслувальник.
Срібний призер Олімпійських Ігор 1988 року в складі вісімки, учасник 1992 року.